# Groote Heikantsche Beek
De Groote Heikantsche Beek is een beek in de provincie Noord-Brabant. De beek mondt  uit in de Chaamse Beek.

## Geologie
De beek stroomt in zijn geheel door de Brabantse zandgronden. 

## Loop
De beek ontspringt ten zuidoosten van Heikant, een buurtschap vlak bij Chaam. Daarna gaat de beek onder de Gilzeweg door, stroomt in westelijke richting verder en kruist de Snijdersweg. Waar de Groot Heiveltse beek uitmondt, gaat de beek in noordwestelijke richting stromen. Na ongeveer 2 kilometer mondt de Groote Heikantsche Beek uit in de Chaamse Beek.

## Zijriviertjes
De Groote Heikantsche Beek heeft net als de Chaamse Beek zijstroompjes. Dit zijn de Groot Heiveltse Beek en de Broeksche Beek.